# Orde de Karl Marx
L'Orde de Karl Marx (alemany: Karl-Marx-Orden) era la màxima condecoració de la República Democràtica Alemanya. Va ser creada el 30 d'abril de 1953 per Wilhelm Pieck. Va ser creada en ocasió del 135è aniversari del naixement i 70è aniversari del traspàs de Karl Marx, i era concedida en nom del Consell de Ministres de la RDA. La seva concessió incloïa un premi de 20.000 marcs. També podia ser atorgada als estrangers.
Era atorgada a individus, empreses, organitzacions i unitats militars pels mèrits excepcionals en:
- El moviment proletari
- En l'aplicació creativa del marxisme-leninisme
- En la formació del desenvolupament del sistema social del socialisme mitjançant el seu principal actiu, el sistema econòmic del socialism
- En la ciència i la tecnologia
- En l'art, desenvolupament i cultura
- En la lluita per la seguretat de la pau
- En la promoció de les relacions amistoses amb la Unió Soviètica, amb els altres països socialistes i amb tots els països del món amants de la pau

## Disseny
La insígnia era una estrella de 5 puntes d'or, coberta d'esmalt vermell. Entre els braços de l'estrella hi ha branques de fulles de roure. Al centre de l'estrella hi ha un medalló d'or amb la imatge de Karl Marx.
Se suspèn d'un galó pentagonal vermell. Quan només es llueix el galó a l'uniforme es llueix una fulla de roure d'or.

## Receptors de l'orde
- 1953: Otto Grotewohl, Hermann Matern, Wilhelm Pieck, Wilhelm Zaisser
- 1961: Alfred Kurella
- 1962: Franz Dahlem, Herbert Warnke, Otto Winzer
- 1963: Willy Rumpf, Karl Maron
- 1965: Paul Fröhlich
- 1967: Karl Mewis, Wilhelm Kling
- 1968: Roman Chwalek, Kurt Seibt, Max Burghardt
- 1969: Lotte Ulbricht, Erich Honecker, Jürgen Kuczynski, Hermann Matern, Albert Norden, Willi Stoph, Paul Verner,
- 1970: Heinz Hoffmann, Erich Mückenberger, Erwin Kramer, Bruno Apitz, Harry Tisch, Otto Braun, Max Burghardt, Ivan Iakubovski
- 1972: Klaus Gysi, Kurt Hager, Max Fechner, Erich Honecker, Max Spangenberg
- 1973: Ernst Albert Altenkirch, Friedrich Dickel, Ernst Goldenbaum, Erich Mielke, Fred Oelßner
- 1974: Alexander Schalck-Golodkowski, Willi Stoph, Markus Wolf, Walter Arnold, Jurij Brězan, Fritz Cremer, Josip Broz Tito
- 1975: Horst Sindermann, Paul Wandel
- 1976: Luise Ermisch, Wolfgang Junker, Günter Mittag, Werner Walde, Ernst Scholz, Paul Verner
- 1977: Hilde Benjamin, Kurt Hager, Erich Honecker, Margot Honecker, Erich Mielke, Josip Broz Tito
- 1978: Werner Felfe, Hans Modrow, Joachim Herrmann, Elli Schmidt, Werner Krolikowski, Konrad Naumann
- 1979: Horst Dohlus, Johannes Chemnitzer, Gerhard Grüneberg, Heinz Keßler, Peter Edel, Klaus Fuchs
- 1980: Heinz Hoffmann, Alfred Lemmnitz, Siegfried Lorenz
- 1981: Erwin Geschonneck, Peter Florin, Albert Norden, Paul Gerhard Schürer
- 1982: Alexander Schalck-Golodkowski, Kurt Hager, Erich Honecker, Erich Mielke, Paul Scholz
- 1983: Lotte Ulbricht, Gerhard Beil, Friedrich Dickel, Egon Krenz, Oskar Fischer, Theo Balden
- 1984: Alfred Neumann, Willi Stoph, 6a Flota de la Marina de la República Democràtica Alemanya
- 1985: Horst Dohlus, Friedrich Dickel, Heinz Hoffmann, Erich Honecker, Bruno Lietz, Erich Mückenberger
- 1986: Heinrich Adameck, Günter Mittag, Gisela Glende
- 1987: Hilde Benjamin, Margot Honecker, Werner Jarowinsky, Erich Mielke, Markus Wolf
- 1988: Manfred Gerlach, Joachim Herrmann, Kurt Seibt, Nicolae Ceauşescu
- 1989: Günter Schabowski, Willi Stoph, Günther Wyschofsky, Herbert Weiz